# 生方美久
生方 美久（うぶかた みく、1993年5月10日 - ）は、日本の脚本家。

## 経歴

### デビュー前
群馬県富岡市出身。高崎商科大学附属高等学校から群馬大学医学部保健学科看護学専攻へ進学。大学卒業後、県内や都内の医療機関で助産師や看護師として働いたり、ミニシアターのシネマテークたかさきでアルバイトをしたりしながら脚本を学ぶ。 最も尊敬している脚本家の坂元裕二が大賞を受賞していたことからフジテレビヤングシナリオ大賞に応募し、生方にとって同賞への3回目の応募作品となる『踊り場にて』で第33回の大賞を受賞。本作は瀧本美織の主演で映像化された。また、この賞と前後して城戸賞準入賞、伊参スタジオ映画祭シナリオ大賞奨励賞（中編の部、短編の部）なども受賞している。

### 2022年
2022年10月から放映されるフジテレビ木曜劇場『silent』（川口春奈・主演）の脚本を手掛ける。本作品は、TVer再生回数、及び番組登録者数で歴代最高を記録し、世界のTwitterトレンドにおいても複数回一位になった。また、脚本が書籍化されることが発表され、当年クリスマスイブの発売前の予約時点で10万部を突破しており、Amazonで売上総合1位を記録、その後は重版が決定し、翌年2月初頭には15万部を記録した。

### 2023年
2023年の4月1日に第31回橋田賞新人賞の受賞が発表された。
2023年5月号の群像に随筆を寄稿。

## 人物
当初は映像監督志望であり、2019年10月期のニューシネマワークショップを受講していた。その結果、オリジナルのシナリオを映像作品に仕上げるためにはオリジナルの脚本で認められなければならないと考えるようになり、昔から続けていたシナリオの執筆にさらに力を注ぐようになった。
特に尊敬している脚本家に坂元裕二や信本敬子の名前を挙げている。坂元の作品では特に『Woman』と『問題のあるレストラン』を繰り返し観ていると話している
。信本については「看護師から脚本家になれる、と思わせてくれた方です」とツイートしている。
原体験として、学生時代に岩井俊二が監督を務めた『リリイ・シュシュのすべて』を観たことで映画に興味が湧くようになり、それ以降は映画やドラマなど様々な映像作品に触れるようになった。

## 作品

### テレビドラマ
- 踊り場にて（2021年12月31日、 フジテレビ)
- silent（2022年10月6日 - 12月22日、フジテレビ）
- いちばんすきな花（2023年10月12日 - 12月21日、フジテレビ）
- 海のはじまり（2024年7月1日 - 9月23日、フジテレビ）

### 配信ドラマ
- Silent　スピンオフドラマ　4話エピソード0〜紬と想と湊斗、8年前のある出来事〜（2022年10月31日、 TVer)
- いちばんすきな花－みんなのほんね－（2023年11月23日、TVer）

### 映画
- アット・ザ・ベンチ 第1編・第5編（2024年11月15日、SPOON） - 脚本 ※第1編は2023年9月30日にVimeoで配信された短編映画。

## 書籍
- silent　シナリオブック　完全版　（2022年12月24日、扶桑社、ISBN 978-4594093853）

ノベライズではなくシナリオブックという形態での出版は、プロデューサーの村瀬健が希望したことであった。村瀬は、公募に送られてきたシナリオを読んで、生方はシナリオ全集が出るような大作家になると思い、デビュー作シナリオの書籍化は異例であったが刊行に漕ぎ着けた。あえて極端に言えば『silent』プロデュースの仕事はシナリオ書籍化が究極の使命だった、とまで村瀬は語る。生方本人も、いずれはシナリオブックが出せるような脚本家になりたいと思っていたので、書籍化が決定した時には大変嬉しかったという。

## 出演
- 『ボクらの時代』(2022年12月18日、フジテレビ)　-　風間太樹、村瀬健との鼎談[20]
- 『あたらしいテレビ』(2023年元日 NHK総合)[21]

## 受賞
- 2020年 - 第46回城戸賞・佳作『ベランダから』
- 2023年 - 第31回橋田賞・新人賞[22]